# Stała opóźniająca
Stała opóźniająca {\displaystyle T_{0}} – w układzie automatyki, czas od momentu zmiany sygnału wejściowego do pojawienia się zmiany sygnału wyjściowego. 
W układzie automatycznej regulacji opóźnienie wpływa na zmniejszenie stabilności. Opóźnienie wynika bezpośrednio z rozpatrywanego obiektu/procesu lub powstaje w wyniku przetwarzania zmierzonych sygnałów. Każdy cyfrowy układ regulacji posiada niewielkie opóźnienie, ze względu na cykl zegarowy komputera oraz na fakt, że dane przetwarzane są jedynie w dyskretnych chwilach czasowych.